# Pleasantville (Iowa)
Pleasantville es una ciudad ubicada en el condado de Marion en el estado estadounidense de Iowa. En el Censo de 2010 tenía una población de 1694 habitantes y una densidad poblacional de 257,6 personas por km².

## Geografía
Pleasantville se encuentra ubicada en las coordenadas 41°23′10″N 93°16′22″O / 41.38611, -93.27278. Según la Oficina del Censo de los Estados Unidos, Pleasantville tiene una superficie total de 6.58 km², de la cual 6.56 km² corresponden a tierra firme y (0.28%) 0.02 km² es agua.

## Demografía
Según el censo de 2010, había 1694 personas residiendo en Pleasantville. La densidad de población era de 257,6 hab./km². De los 1694 habitantes, Pleasantville estaba compuesto por el 97.76% blancos, el 0.3% eran afroamericanos, el 0.12% eran amerindios, el 0.71% eran asiáticos, el 0% eran isleños del Pacífico, el 0.35% eran de otras razas y el 0.77% pertenecían a dos o más razas. Del total de la población el 1.71% eran hispanos o latinos de cualquier raza.